# Słonowice, West Pomeranian Voivodeship
Słonowice [swɔnɔˈvit͡sɛ] (tiếng Đức: Schlönwitz) là một ngôi làng thuộc khu hành chính của Gmina Brzeżno, thuộc quận Świdwin, West Pomeranian Voivodeship, ở phía tây bắc Ba Lan. Nó nằm khoảng 5 kilômét (3 mi)   phía tây nam Brzeżno, 11 km (7 mi) về phía tây nam của Świdwin và 81 km (50 mi) về phía đông bắc của thủ đô khu vực Szczecin.
Trước năm 1945, khu vực này là một phần của Đức. Đối với lịch sử của khu vực, xem Lịch sử của Pomerania.